# Theodor Čejka
Theodor Čejka (ur. 10 stycznia 1878 w Holešovie, zm. 26 listopada 1957 w Bystřicy pod Hostýnem) – czeski esperantysta, nestor i faktyczny twórca ruchu esperanckiego w Czechach.
Čejka był kierownikiem szkoły i nauczycielem w Bystřicy pod Hostýnem. Esperantystą został przed 1900 rokiem. Wspólnie z Josefem Krumpholcem i Valentinem Bilíkiem opracował pierwszy podręcznik języka esperanto (1900). Pisał też słowniki, np. Esperanto-Ĉeĥa vortaro z 1908 roku. Był redaktorem wielu ówczesnych czasopism esperanckich, np. Internacia Pedagogia Revuo, Revuo Internacia, Bohema Esperantisto czy Germana Esperantisto. Tłumaczył utwory T.G.Masaryka, J.S.Machara, i in.